# 蒂莫克灣

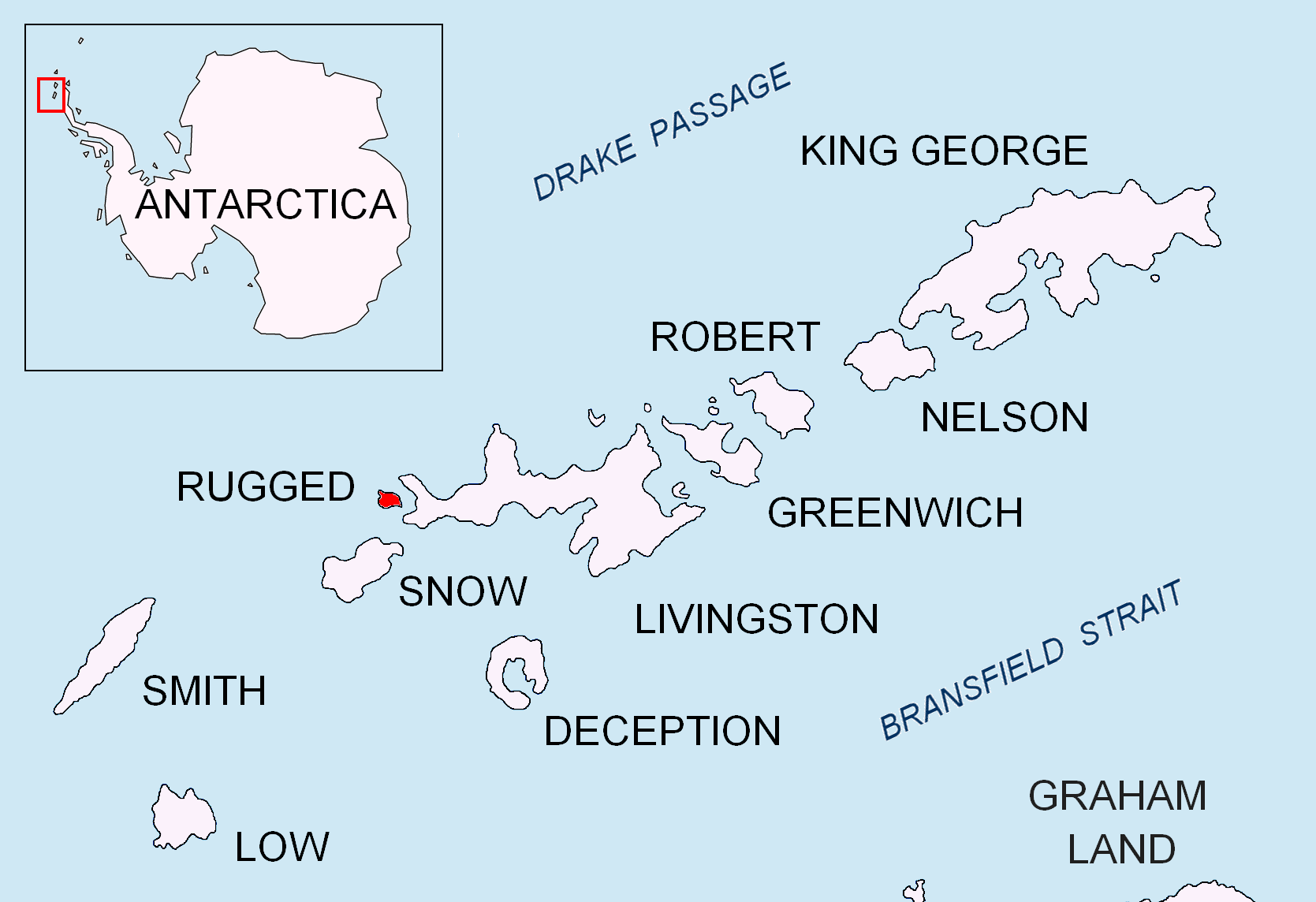

蒂莫克灣（Timok Cove），是南極洲的海灣，位於南設得蘭群島的利文斯頓島，入口處在錫米特利角以西，長0.4公里、寬0.58公里，以保加利亞西北部城鎮命名，現時由南極條約體系管理。
62°37′15″S 61°14′42″W / 62.62083°S 61.24500°W